# Большой Консепсьон
Большой Консепсьон (исп. Gran Concepción) — городская агломерация в Чили, состоящая из десяти коммун: Консепсьон, Коронель, Чигуаянте, Уальпен, Уальки, Лота, Пенко, Сан-Педро-де-ла-Пас, Талькауано и Томе, провинции Консепсьон, область Био-Био.
Население агломерации составляет примерно 1 083 000 человек, что делает её вместе с Большим Вальпараисо второй по населению после столичной агломерации Сантьяго.